# ヤドヴィガ・チェシンスカ
ヤドヴィガ・チェシンスカ（ポーランド語：Jadwiga cieszyńska；ハンガリー語：Hedvig tescheni hercegnő, 1469年 - 1521年4月6日）は、チェシン公国の統治者プシェミスワフ2世の一人娘、母はマゾフシェ・ピャスト家の一員であるワルシャワ公ボレスワフ4世の娘アンナ。
1477年に父が死ぬと、8歳のヤドヴィガは従兄カジミェシュ2世の後見を受けた。1483年8月11日、トレンチーンの領主で妻を亡くしたばかりのハンガリー人大貴族サポヤイ・イシュトヴァーンの2番目の妻となった。ヤドヴィガは夫とのあいだに4人の子供をもうけた。
1. ヤーノシュ（1487年 - 1540年） - 後にハンガリー王
2. ジェルジ（1494年 - 1526年） - モハーチの戦いで戦死
3. ボルバーラ（1495年 - 1515年） - ポーランド王ジグムント1世の最初の妃
4. マグドルナ（1499年 - ?、夭折）

夫サポヤイが1499年12月23日に亡くなったあと、ヤドヴィガはハンガリーに残って夫が残した莫大な財産を管理した。また彼女はスピシュにあるカルトゥジオ修道会のラピス・レフュギイ修道院の支援者としても活動した。1521年にトレンチーンの城で亡くなり、スピシュスカ・カピトゥラにあるサポヤイ家代々の墓地の夫の墓の隣に葬られた。